# Alfred Hirschmeier
Alfred Hirschmeier (né le 19 mars 1931 à Berlin-Pankow, mort le 27 mars 1996 à Potsdam) est un chef décorateur et décorateur de théâtre allemand.

## Biographie
Fils de Felix Hirschmeier, cordonnier, et de son épouse Hedwig, il intègre pour y apprendre la peinture les studios de la DEFA. Au bout d'un an, il entame l'étude de la scénographie et des costumes à la Kunsthandwerk Berlin. En 1953, il est d'abord assistant et travaille notamment pour les films de Kurt Maetzig.
Il devient chef sur Junges Gemüse. Par la suite, Hirschmeier devient l'un des chefs décorateurs les plus importants de RDA. Il mène des enquêtes minutieuses pour recréer des décors détaillés de scènes historiques. Dans les années 1980, il participe à des productions ouest-allemandes.
De 1977 à 1982, Alfred Hirschmeier est membre du bureau de l'association du cinéma et de la télévision de la RDA. De 1990 à sa mort, il est professeur à la Hochschule für Film und Fernsehen Potsdam, où il enseigne la scénographie.

## Filmographie
Sauf indication contraire, les informations mentionnées dans cette section peuvent être confirmées par la base de données cinématographiques IMDb,  présente dans la section « Liens externes ».

### Cinéma
- 1954 : Ernst Thälmann – Sohn seiner Klasse
- 1954 : Alarm im Zirkus (de)
- 1955 : Ernst Thälmann – Führer seiner Klasse
- 1956 : Schlösser und Katen (de). 1. Teil: Der krumme Anton
- 1956 : Schlösser und Katen. 2. Teil: Annegrets Heimkehr
- 1956 : Junges Gemüse
- 1957 : Die Schönste (de)
- 1957 : Vergeßt mir meine Traudel nicht (de)
- 1957 : Zwei Mütter
- 1959 : SAS 181 antwortet nicht
- 1959 : Im Sonderauftrag
- 1960 : L'Étoile du silence
- 1960 : Ärzte
- 1960 : Septemberliebe
- 1960 : Fünf Patronenhülsen (de)
- 1960 : Das Stacheltier – Die Ballade vom freien Friederich (section)
- 1961 : Der Tod hat ein Gesicht
- 1961 : Das Film-Magazin Nr. 1 – Die Vogelscheuche
- 1962 : Ach, du fröhliche … (de)
- 1962 : An französischen Kaminen
- 1962 : Königskinder (de)
- 1963 : Nu parmi les loups
- 1963 : Preludio 11
- 1964 : Karbid und Sauerampfer
- 1964 : Der geteilte Himmel
- 1965, 1990 : Wenn du groß bist, lieber Adam (de)
- 1965 : Das Stacheltier – Salon Pitzelberger (court-métrage, aussi scénario)
- 1965 : Nichts als Sünde (aussi scénario)
- 1967 : Geschichten jener Nacht. Épisode 3 : Materna
- 1967 : Hochzeitsnacht im Regen (de)
- 1968 : Mit mir nicht, Madam!
- 1968 : J'avais dix-neuf ans
- 1968 : Mord am Montag
- 1971 : Goya, l'hérétique
- 1973 : Der nackte Mann auf dem Sportplatz
- 1973 : Orpheus in der Unterwelt (de)
- 1974 : Greta Heckenrose
- 1974 : Jacob le menteur
- 1976 : Mama, ich lebe
- 1978 : Addio, piccola mia
- 1979 : Don Juan, Karl-Liebknecht-Str. 78
- 1980 : Unser kurzes Leben
- 1980 : Solo Sunny
- 1982 : Der Aufenthalt
- 1983 : Bockshorn
- 1983 : Frühlingssinfonie
- 1984 : La Variante Grünstein (de)
- 1984 : Gritta von Rattenzuhausbeiuns (de)
- 1985 : Das Haus am Fluß
- 1985 : Tier-& Jagdgeschichten vier (Documentaire)
- 1986 : Caspar David Friedrich – Grenzen der Zeit
- 1987 : Que l'un porte le fardeau de l'autre (Einer trage des anderen Last)
- 1987 : Wengler & Söhne. Eine Legende
- 1989 : L'Ascension du Chimborazo
- 1990 : Le Joueur de tango (Der Tangospieler)
- 1991 : Der Verdacht (de)

### Télévision
- 1967 : Rosen
- 1971 : Zwischen Freitag und morgen
- 1975 : Die schwarze Mühle (de)
- 1976 : Die Regentrude (de)
- 1976 : Der Hasenhüter
- 1977 : Die zertanzten Schuhe (de)
- 1992 : Das große Fest
- 1995 : Nikolaikirche (de)
- 1994 : Wenn alle Deutschen schlafen

## Source de la traduction
- (de) Cet article est partiellement ou en totalité issu de l’article de Wikipédia en allemand intitulé « Alfred Hirschmeier » (voir la liste des auteurs).